# Lac des Chicots
Lac des Chicots är en sjö i Kanada.   Den ligger i regionen Mauricie och provinsen Québec, i den sydöstra delen av landet, 290 km nordost om huvudstaden Ottawa. Lac des Chicots ligger 147 meter över havet. Arean är 1,7 kvadratkilometer. Den sträcker sig 4,6 kilometer i nord-sydlig riktning, och 2,0 kilometer i öst-västlig riktning.
Följande samhällen ligger vid Lac des Chicots:
- Sainte-Thècle (1 340 invånare)

I omgivningarna runt Lac des Chicots växer i huvudsak blandskog. Runt Lac des Chicots är det mycket glesbefolkat, med 6 invånare per kvadratkilometer.